# Les Clayes-sous-Bois
Clayes-sous-Bois é uma comuna francesa na região administrativa da Île-de-France, no departamento de Yvelines. A comuna possui 16 819 habitantes segundo o censo de 1990.